# Vicq (Allier)
Pour les articles homonymes, voir Vicq.
Vicq est une commune française située dans le département de l'Allier, en région Auvergne-Rhône-Alpes.

## Géographie

### Localisation
Elle est située à 13 km de Gannat, 33 km de Vichy, 3 km d'Ébreuil.
Ses communes limitrophes sont :
|        | Valignat | Naves                     |
| Sussat | Vicq     | Saint-Bonnet-de-Rochefort |
|        | Ébreuil  |                           |

### Transports
La commune est traversée par les routes départementales 35 (liaison de Saint-Bonnet-de-Rochefort à Ébreuil passant au sud-est de la commune et au-dessus de l'autoroute A71), 37 (de Lalizolle à Gannat), 43 (de Bellenaves à Ébreuil), 118 (vers Veauce, au nord-ouest) et 283 (vers Sussat, à l'ouest).

### Climat
Pour des articles plus généraux, voir Climat d'Auvergne-Rhône-Alpes et Climat de l'Allier.
En 2010, le climat de la commune est de type climat océanique dégradé des plaines du Centre et du Nord, selon une étude du CNRS s'appuyant sur une série de données couvrant la période 1971-2000. En 2020, Météo-France publie une typologie des climats de la France métropolitaine dans laquelle la commune est exposée à un climat de montagne ou de marges de montagne et est dans la région climatique Nord-est du Massif Central, caractérisée par une pluviométrie annuelle de 800 à 1 200 mm, bien répartie dans l’année.
Pour la période 1971-2000, la température annuelle moyenne est de 11,1 °C, avec une amplitude thermique annuelle de 16,2 °C. Le cumul annuel moyen de précipitations est de 725 mm, avec 9,8 jours de précipitations en janvier et 6,8 jours en juillet. Pour la période 1991-2020, la température moyenne annuelle observée sur la station météorologique de Météo-France la plus proche, « Echassières_sapc », sur la commune d'Échassières à 13 km à vol d'oiseau, est de 10,3 °C et le cumul annuel moyen de précipitations est de 847,3 mm,. Pour l'avenir, les paramètres climatiques de la commune estimés pour 2050 selon différents scénarios d'émission de gaz à effet de serre sont consultables sur un site dédié publié par Météo-France en novembre 2022.

## Urbanisme

### Typologie
Au 1er janvier 2024, Vicq est catégorisée commune rurale à habitat très dispersé, selon la nouvelle grille communale de densité à 7 niveaux définie par l'Insee en 2022.
Elle est située hors unité urbaine et hors attraction des villes,.

### Occupation des sols

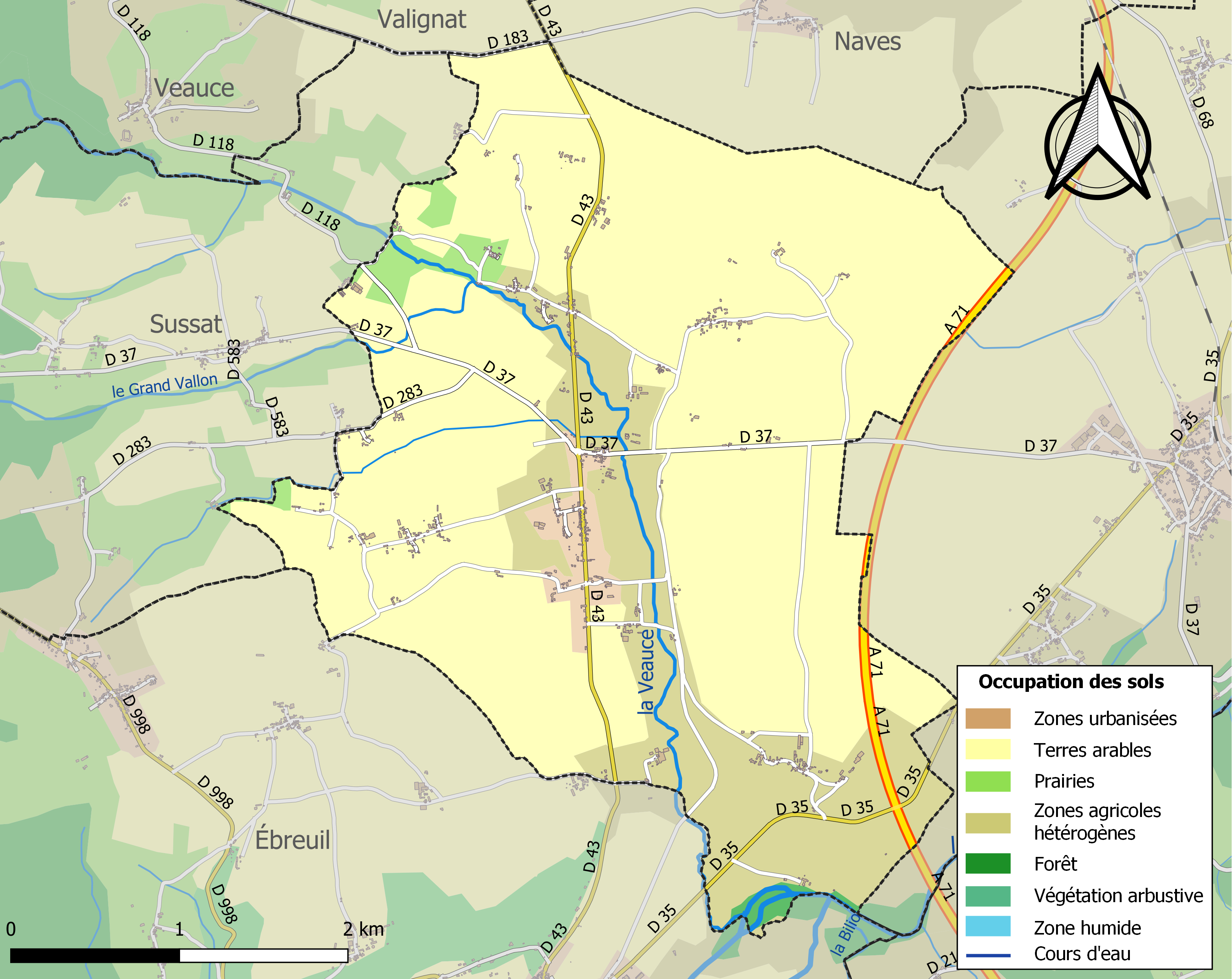
Carte des infrastructures et de l'occupation des sols de la commune en 2018 (CLC).

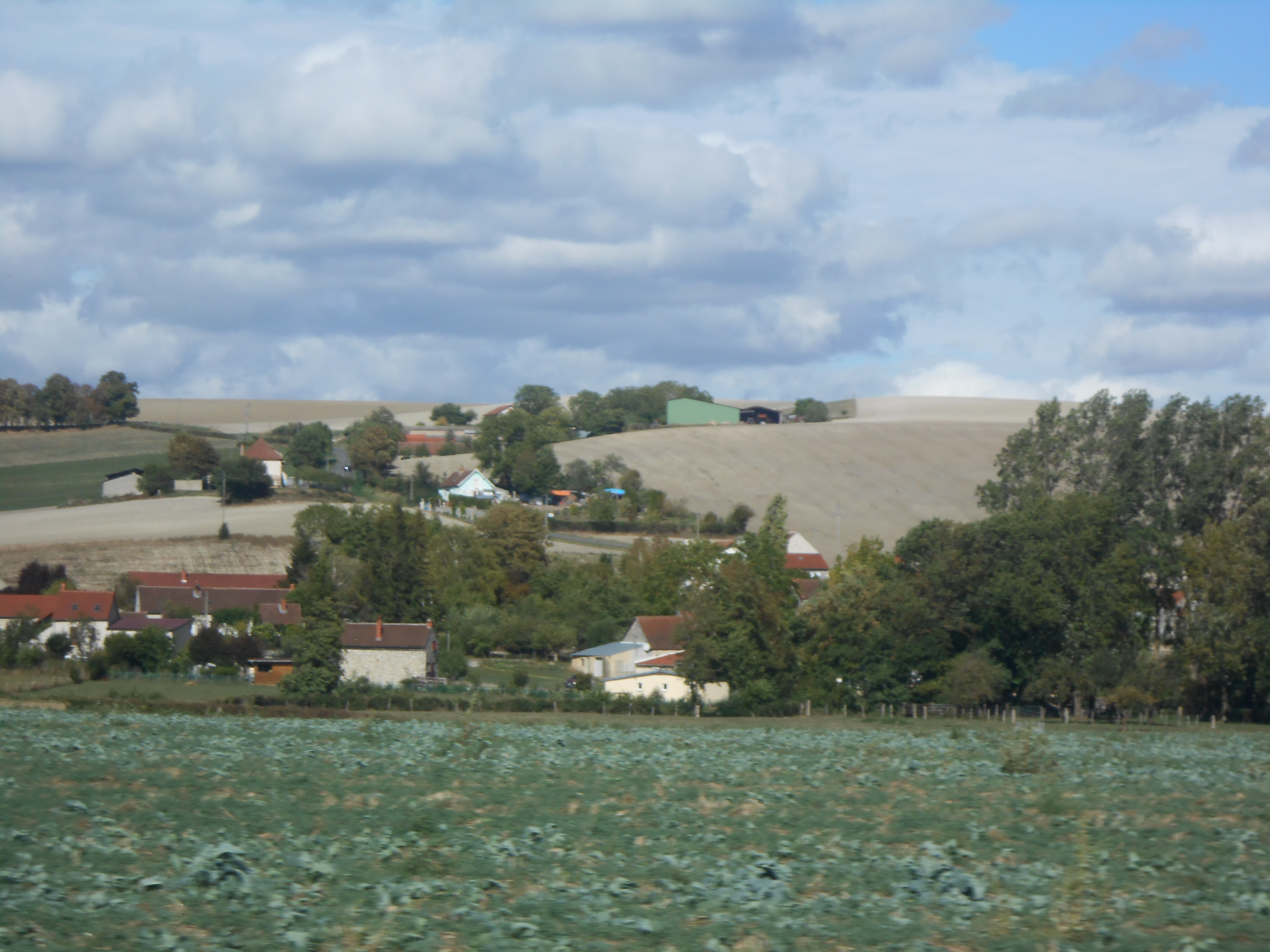
Paysage de Vicq avec les villages de Barreaux et Rousset.

L'occupation des sols de la commune, telle qu'elle ressort de la base de données européenne d’occupation biophysique des sols Corine Land Cover (CLC), est marquée par l'importance des territoires agricoles (97,1 % en 2018), une proportion identique à celle de 1990 (97,1 %). La répartition détaillée en 2018 est la suivante : 
terres arables (74,4 %), zones agricoles hétérogènes (20,7 %), zones urbanisées (2,3 %), prairies (2,1 %), forêts (0,6 %).
L'IGN met par ailleurs à disposition un outil en ligne permettant de comparer l’évolution dans le temps de l’occupation des sols de la commune (ou de territoires à des échelles différentes). Plusieurs époques sont accessibles sous forme de cartes ou photos aériennes : la carte de Cassini (XVIIIe siècle), la carte d'état-major (1820-1866) et la période actuelle (1950 à aujourd'hui).

## Toponymie
Les habitants de la commune sont appelés les Vicquois.
Vicq dérive de vicus désignant un centre gallo-romain d'administration locale (présence attestée de poteries et tuiles de l'époque gallo-romaine).
En bourbonnais du Croissant, le village est nommé Vic. La commune fait, en effet, partie du Croissant, zone où se rejoignent et se mélangent la langue occitane et la langue d'oïl.

## Politique et administration

### Découpage territorial
Vicq a fait partie du district de Gannat de 1793 à 1801 Elle a été rattachée à l'arrondissement de Gannat de 1801 à 1926 puis à celui de Montluçon de 1926 à 2016. Depuis le 1er janvier 2017, afin que les arrondissements du département « correspondent à une meilleure cohérence administrative et [à une] adaptation aux bassins de vie », la commune passe dans l'arrondissement de Vichy.
Par ailleurs, la commune a fait partie du canton d'Ébreuil de 1793 à 1801, puis de Bellenaves de 1801 à 1802 et à nouveau de celui d'Ébreuil de 1802 à 2015. À la suite du redécoupage cantonal appliqué en 2015, la commune est rattachée au canton de Gannat.
Vicq a fait partie :
- jusqu'en 2016, de la communauté de communes Sioule, Colettes et Bouble ;
- depuis le 1er janvier 2017, de la communauté de communes Saint-Pourçain Sioule Limagne.

### Liste des maires
| Période                                  | Période                   | Identité            | Étiquette | Qualité            |
| ---------------------------------------- | ------------------------- | ------------------- | --------- | ------------------ |
| Les données manquantes sont à compléter. |                           |                     |           |                    |
| mars 2001                                | mars 2014                 | Jean-François Henry |           |                    |
| mars 2014                                | mai 2018 (démission)      | Pierre Lenvoisé     | DVD       | Retraité           |
| 13 mai 2018                              | En cours (au 7 juin 2020) | Danièle Benayon     |           | Réélue en mai 2020 |

## Population et société

### Démographie
L'évolution du nombre d'habitants est connue à travers les recensements de la population effectués dans la commune depuis 1793. Pour les communes de moins de 10 000 habitants, une enquête de recensement portant sur toute la population est réalisée tous les cinq ans, les populations de référence des années intermédiaires étant quant à elles estimées par interpolation ou extrapolation. Pour la commune, le premier recensement exhaustif entrant dans le cadre du nouveau dispositif a été réalisé en 2005.

En 2022, la commune comptait 294 habitants, en évolution de −10,91 % par rapport à 2016 (Allier : −1,38 %, France hors Mayotte : +2,11 %).
| 1793  | 1800  | 1806  | 1821  | 1831  | 1836  | 1841  | 1846  | 1851  |
| ----- | ----- | ----- | ----- | ----- | ----- | ----- | ----- | ----- |
| 1 052 | 1 138 | 1 073 | 1 148 | 1 182 | 1 216 | 1 281 | 1 329 | 1 281 |

| 1856  | 1861  | 1866  | 1872  | 1876  | 1881  | 1886 | 1891 | 1896 |
| ----- | ----- | ----- | ----- | ----- | ----- | ---- | ---- | ---- |
| 1 233 | 1 194 | 1 195 | 1 128 | 1 049 | 1 001 | 954  | 954  | 911  |

| 1901 | 1906 | 1911 | 1921 | 1926 | 1931 | 1936 | 1946 | 1954 |
| ---- | ---- | ---- | ---- | ---- | ---- | ---- | ---- | ---- |
| 840  | 808  | 753  | 700  | 685  | 620  | 600  | 533  | 480  |

| 1962 | 1968 | 1975 | 1982 | 1990 | 1999 | 2005 | 2006 | 2010 |
| ---- | ---- | ---- | ---- | ---- | ---- | ---- | ---- | ---- |
| 466  | 430  | 342  | 315  | 310  | 300  | 312  | 314  | 328  |

| 2015 | 2020 | 2022 | - | - | - | - | - | - |
| ---- | ---- | ---- | - | - | - | - | - | - |
| 328  | 297  | 294  | - | - | - | - | - | - |

### Enseignement
Vicq dépend de l'académie de Clermont-Ferrand. Il n'existe aucune école.
Les collégiens se rendent à Bellenaves et les lycéens à Saint-Pourçain-sur-Sioule.

## Culture locale et patrimoine

### Lieux et monuments

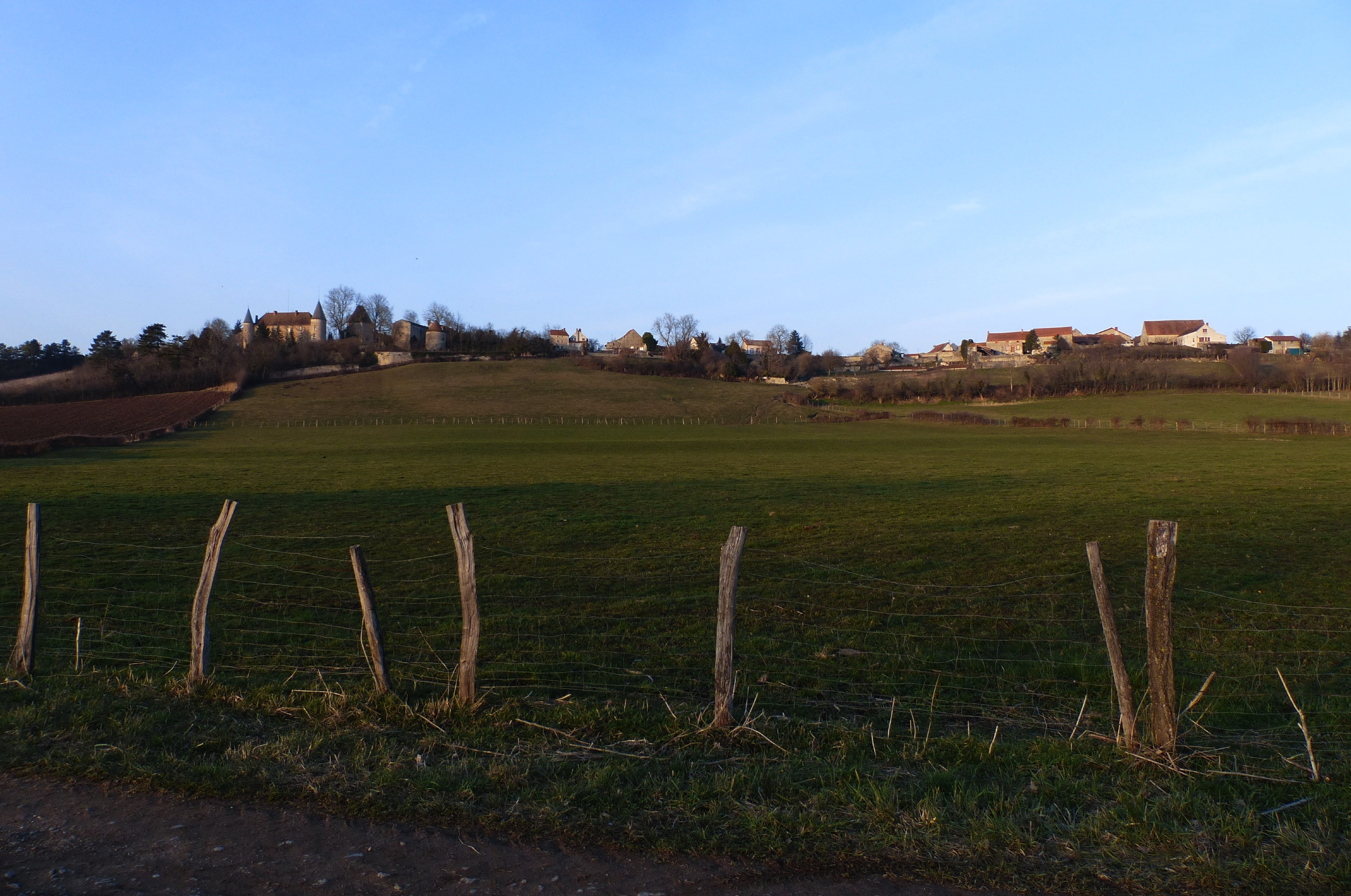
Le village et le château d'Arçon.

- Église Saint-Maurice, de style roman, édifiée au XIe siècle, rénovée au XXe siècle. Monument Historique classé en 1911, elle conserve une crypte mérovingienne avec des tombeaux de la même époque et un clocher gothique dont la flèche en pierre est tronquée.
- Château de la Mothe, à la limite orientale du bourg (route de Saint-Bonnet-de-Rochefort). Château construit dans la deuxième moitié du XVe siècle, entouré de douves. Malgré des remaniements ultérieurs, il a gardé son caractère de demeure fortifiée de la fin du Moyen Âge. Ouvert récemment aux visites, il est classé aux monuments historiques depuis 1945.
- Château d'Arçon, au village d'Arçon, dominant la route de Saint-Bonnet-de-Rochefort à Ébreuil, classé aux monuments historiques depuis 1975.
- Château de Beaurepaire[Note 2], édifié au XVe siècle, ancienne résidence des familles Pellissier de Féligonde et Seguin de Broin.
- Tour de Luth, à 2 km au sud-ouest du bourg[27].
- Moulin des Valignards, sur la route reliant Ébreuil à Saint-Bonnet. Édifié au début des années 1800, ce moulin est bordé par la Sioule. Aujourd'hui transformé en gîte/chambres d'hôtes, on y a fabriqué de la farine jusqu'en 1968.

### Personnalités liées à la commune
- La famille Boirot, originaire des Serviers, en particulier Antoine Boirot (1744-1831), député du Puy-de-Dôme, né à Vicq.

### Héraldique
| Blason de Vicq | Blason  | De sinople au chevron versé d'argent chargé de deux chevronnels ondés d'azur, accompagné en chef du clocher du lieu d'argent, essoré et ajouré d'azur, en pointe à dextre d'une gerbe de blé d'or et à senestre d'une tour du même maçonnée de sable. |
| Blason de Vicq | Détails | Adopté en février 2022. |